# Iglesia de Nuestra Señora de Guadalupe (Manhattan)
La iglesia de Nuestra Señora de Guadalupe es una iglesia parroquial católica en el antiguo barrio de Little Spain en Nueva York, Estados Unidos y fue durante muchas décadas un núcleo muy importante de la comunidad española de Nueva York.
Fue establecida en 1902 por los Asuncionistas como la primera parroquia católica de habla hispana en Nueva York para servir a la comunidad española de Nueva York, en el entonces denominado barrio de Little Spain. En el 2003 la parroquia fue fusionada con la colindante parroquia de San Bernardo para crear la Parroquia de Nuestra Señora de Guadalupe y San Bernardo.
Con la fusión en el 2003 de la Parroquia de Nuestra Señora de Guadalupe con la Parroquia de San Bernardo, el uso de la iglesia de la antigua parroquia de Nuestra Señora de Guadalupe fue convertido para otros usos.

## Arquitectura
El edificio de la iglesia es una antigua casa adosada de mediados del siglo XIX. Su conversión a uso como iglesia creó un santuario de doble altura. La iglesia también incluye una pequeña capilla, un pequeño balcón y un claristorio. La fachada monumental fue diseñada en 1921 por el arquitecto Gustave Steinback en el estilo arquitectónico barroco español con proporciones clásicas del resurgimiento español. 
El libro AIA Guide to New York City en su quinta edición del 2010, lo describió como "una extraordinaria conversión de una casa adosada.... Su ascendencia ibérica está expresada tanto en el lenguaje de sus servicios como en su fachada con su diseño colonial española."

## Actualidad
Hoy en día la iglesia sigue siendo popular entre la variada comunidad hispana de Nueva York. La iglesia sigue sirviendo tanto a españoles, españoles-estadounidenses, puertorriqueños, mexicanos y otros hispanoamericanos. La rápida expansión de la población mexicana a finales del siglo XX abrumó la pequeña iglesia, lo cual obligó a que la parroquia se mudase a la colindante y más grande congregación de San Bernardo.